# 邕宁站
邕宁站是位于广西壮族自治区南宁市青秀区长塘镇（2005年3月18日前属邕宁县）的一个铁路车站，邮政编码530213。车站建于1951年，有湘桂铁路和邕南铁路经过该站，1993年1月2日由原五合站更名而来。现仅办理货运，不办理客运业务，车站及其上下行区间均未电气化。车站距离衡阳站767公里，隶属南宁铁路局，是四等站。